# فوثارک قدیمی

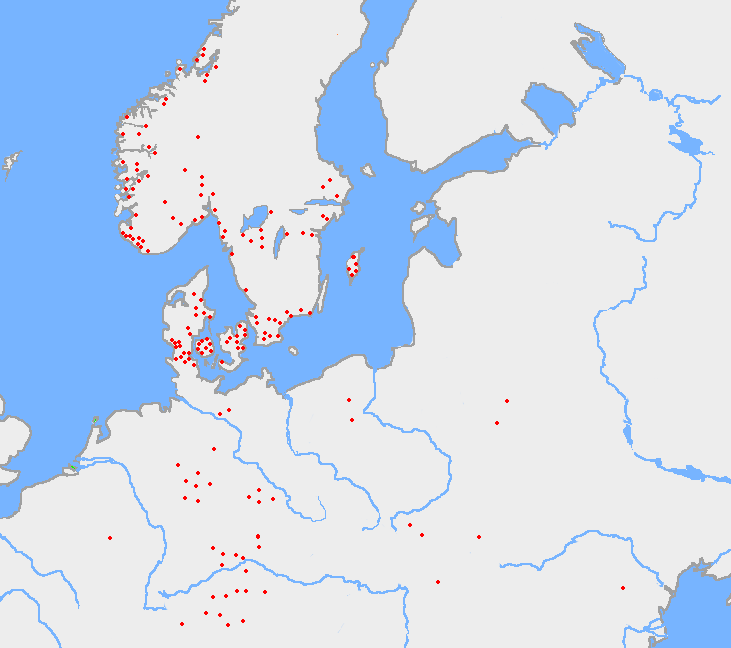
گستره جغرافیایی اکتشافات خط فوثارک قدیمی

فوثارک قدیمی (انگلیسی: Elder Futhark) همچنین شناخته‌شده به‌ عنوان فوثارک ژرمنی، ابتدایی‌ترین گونه خط رونی است که توسط ژرمن‌ها در دوره مهاجرت‌ها به کار برده می‌شد.
در اسکاندیناوی در سده هشتم میلادی، خط به شکل فوثارک جوان خلاصه‌سازی شد در حالی که آنگلوساکسون‌ها و فریسی‌ها آن را گسترش دادند و تبدیل به فوثارک آنگلوساکسون شد.
| f | او | ث | ا | ر | ک | گ | و |
| ه | ن  | ی | ج | ی | پ | ز | س |
| ت | ب  | ا | م | ل | ŋ | د | ا |